# HD 121474
HD 121474，又名CP-63 3070，SAO 252531、HR 5241，是一颗恒星，视星等为4.71，位于銀經310.19，銀緯-1.75，其B1900.0坐标为赤經13h 50m 24.5s，赤緯-63° -1.75′ 47″。